# Castelli (Argentina)
Castelli é uma localidade do partido de Castelli, da Província de Buenos Aires, na Argentina. Possui uma população estimada em 6.402 habitantes (INDEC 2001).